# カラボスビーチ
カラボス・ビーチ（Carabos Beach、スペイン語: Playa de los Cárabos）はスペインの自治都市メリリャにあるビーチ。
長さは約300メートル、平均幅は100メートル。
この名前は、リフ人が食料や販売品を運んだ小型漁船「カラボス」に由来している。 
1926年11月から1927年2月にかけて、嵐によって破壊される可能性が高いため、兵舎が建てられていた。